# 渡良瀬川橋梁 (わたらせ渓谷鐵道わたらせ渓谷線)
渡良瀬川橋梁（わたらせがわきょうりょう）は、群馬県みどり市 - 栃木県日光市間の渡良瀬川に架かるわたらせ渓谷鐵道わたらせ渓谷線の鉄道橋である。
下流側から第一渡良瀬川橋梁（旧線・廃橋）・第一渡良瀬川橋梁（新線）・第二渡良瀬川橋梁の3つの鉄道橋があるが、本項では一括して詳述する。

## 第一渡良瀬川橋梁（新線）

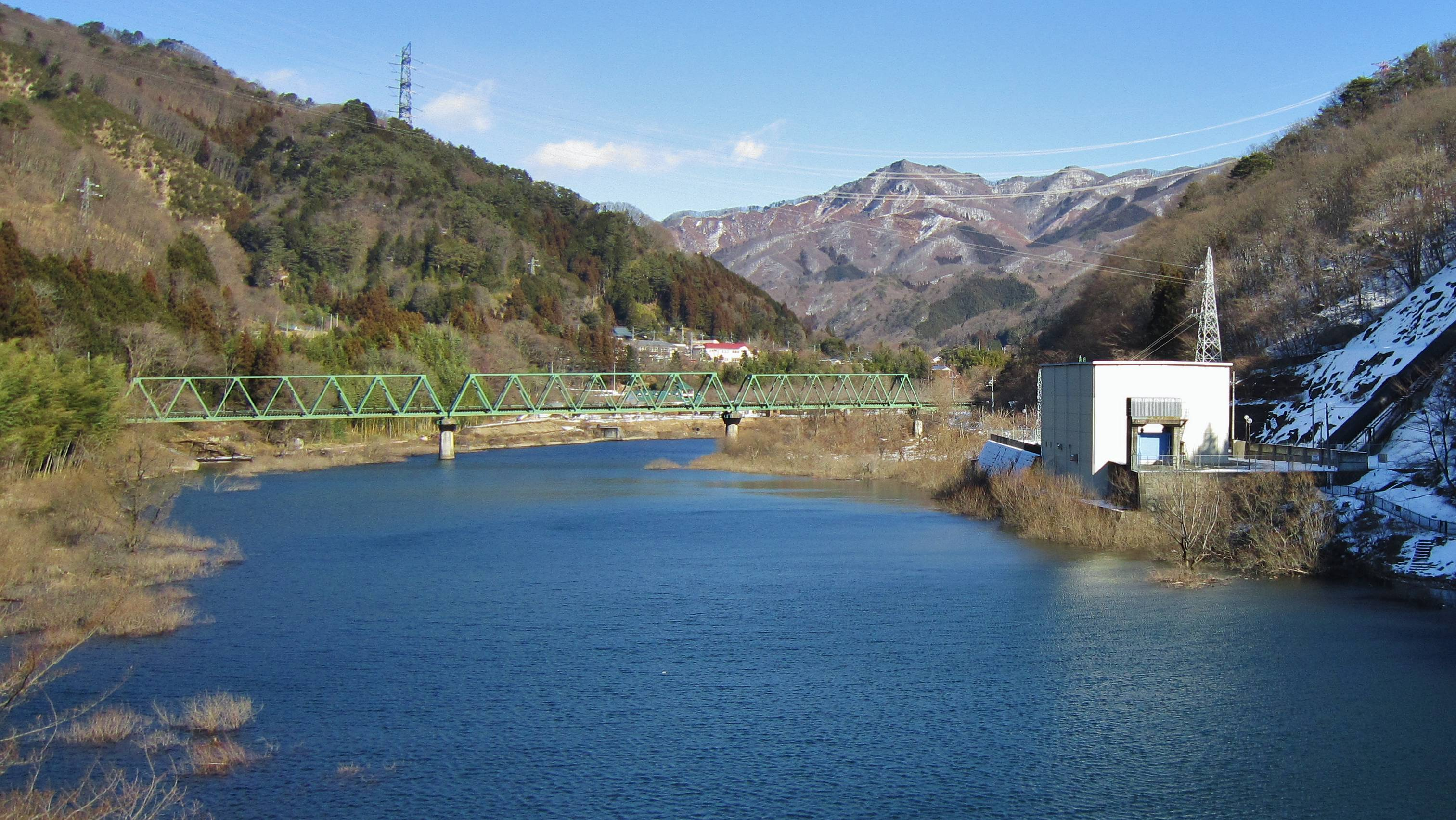
草木湖に架かる第一渡良瀬川橋梁（新線）

### 概要
草木ダム建設に伴う国鉄足尾線（現・わたらせ渓谷鐵道わたらせ渓谷線）の神土駅（現・神戸駅） - 沢入駅間の新線切り替えにより、1973年（昭和48年）に完成した。神戸 - 沢入間の草木湖に架かる全長196 mの橋梁である。
草木トンネルと沢入トンネルの間に位置しており、短時間ではあるが渡良瀬川の下流側に広がる草木湖を本橋梁から望むことができる。また、トロッコ列車では本橋梁上で一時停車するため、乗客は景色を楽しむことができる。

### 諸元
- 種別 - 鋼鉄道橋
- 形式 - 1-3)下路式ワーレントラス3連、4)上路式プレートガーダー1連
- 橋長 - 196 m
- 径間数 - 4径間
- 支間 - 1,2)62.4 m、3)46.8 m、4)22.3 m
- 線数 - 単線
- 活荷重 -
- 竣工 - 1973年（昭和48年）
- 施主 - 国鉄
- 橋梁設計 -
- 橋桁製作 -

### 位置情報
- 北緯36度34分37.6秒 東経139度23分20.6秒 / 北緯36.577111度 東経139.389056度

## 第一渡良瀬川橋梁（旧線）

### 概要
足尾鉄道（現・わたらせ渓谷鐵道わたらせ渓谷線）の神土駅（現・神戸駅） - 沢入駅間の延伸工事に伴って1911年（明治44年）に完成し、1912年（大正元年）11月11日に供用開始した。神土駅 - 草木駅（現在は廃駅）間の利根川水系渡良瀬川に架かる橋梁であった。
本橋梁は、クーパー型150 ftトラス桁の国内製作3連の内の1連であった。
草木ダム建設によって路線の一部が水没することとなり、ダム湖を迂回する形で新線を神土駅 - 沢入駅間に建設することになった。また、草木ダムのダムサイトは本橋梁辺りを予定していたため、仮付替線（後述）の建設・移行に伴い、ダム建設の本格着工となる2年前の1971年（昭和46年）12月25日に撤去されている。

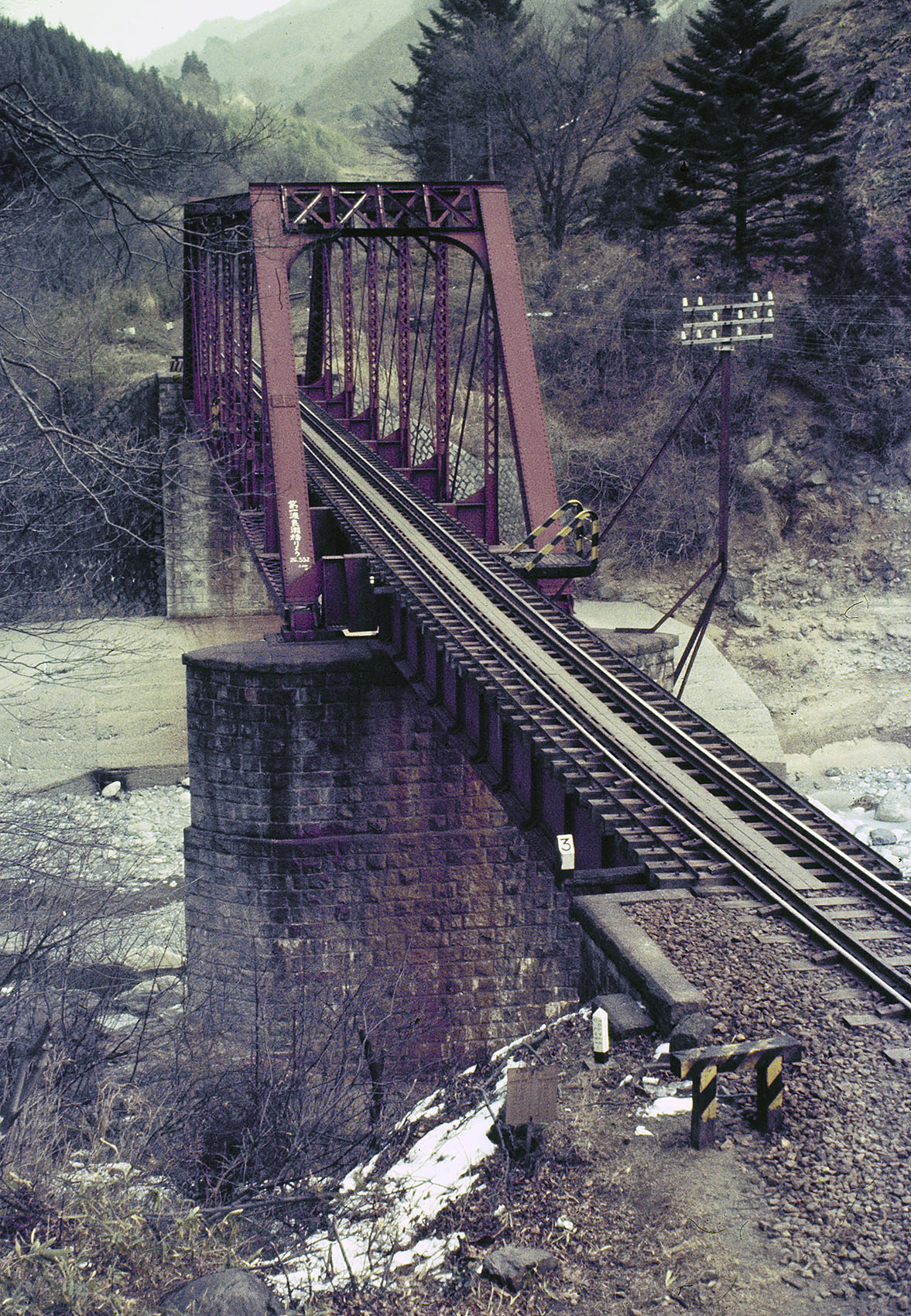
第一渡良瀬橋梁 1968年撮影

### 諸元
- 種別 - 鋼鉄道橋
- 形式 - 1)上路式プレートガーダー1連、2)下路式プラットトラス（ピン結合）1連
- 橋長 -
- 径間数 - 2径間
- 支間 - 1) 、2)46.939 m
- 線数 - 単線
- 活荷重 -
- 竣工 - 1912年（大正元年）
- 施主 - 足尾鉄道
- 橋梁設計 - クーパー・シュナイダー
- 橋桁製作 - 1) 、2)東京石川島造船所

### 位置情報
- 北緯36度32分34.4秒 東経139度22分22.6秒 / 北緯36.542889度 東経139.372944度

### 仮付替線について
草木ダム建設着工開始から新線が完成するまでの期間は、一時的に神土駅 - 草木駅間の工事区間を東に迂回する仮付替線が敷設されている。仮付替線では、本橋梁の下流側に仮設の橋梁が1971年（昭和46年）に架けられたが、1973年（昭和48年）の新線切り替え後には撤去されており、現在は橋台などの痕跡すら見付けることはできない。

## 第二渡良瀬川橋梁

### 概要
足尾鉄道（現・わたらせ渓谷鐵道わたらせ渓谷線）の沢入 - 足尾駅間の延伸工事に伴って1911年（明治44年）に完成し、1912年（大正元年）12月31日に供用開始した。原向駅 - 通洞駅間の渡良瀬川に架かる全長104.85mの橋梁である。
本橋梁は、クーパー型150ftトラス桁の国内製作3連の内の2連であり、明治時代より今なお現用されている。現在は、青い塗装のトラス桁が特徴である。
2016年に「わたらせ渓谷鐵道関連施設群」の一部として、土木学会選奨土木遺産に選ばれる。

### 諸元
- 種別 - 鋼鉄道橋
- 形式 - 1,2)下路式プラットトラス（ピン結合）2連、3)上路式プレートガーダー1連[5]
- 橋長 - 104.85m
- 径間数 - 3径間
- 支間 - 1,2)46.939m、3)9.601m
- 線数 - 単線
- 活荷重 -
- 竣工 - 1912年（大正元年）12月13日
- 施主 - 足尾鉄道
- 橋梁設計 - 1,2)クーパー・シュナイダー
- 橋桁製作 - 1,2)東京石川島造船所、3)汽車製造

### 位置情報
- 北緯36度37分19.9秒 東経139度25分37.5秒 / 北緯36.622194度 東経139.427083度